# Молёбский завод
Молёбский железоделательный завод — завод, который располагался в селе Молёбка Красноуфимского уезда Пермской губернии, ныне в Кишертском районе Пермского края.
Основан Александром Григорьевичем Демидовым на реке Молёбке, в 70 километрах к юго-востоку от Кунгура, в 168 верстах от Перми. Место для строительства, обнаруженное ещё в 1770-х годах, обследовано унтер-шихтмейстером Е. Кузнецовым. А. Г. Демидов в 1775 и 1779 годах обращался в Берг-коллегию с просьбой о разрешении сооружения доменного и молотового завода, но получил отказ. В 80-х годах он возобновил ходатайство и получил разрешение на строительство завода. 7 октября 1787 года состоялась первая плавка чугуна. В 1790-х годах на заводе имелись 1 доменная печь, 8 кричных горнов и 4 кричных молота. На заводских и вспомогательных работах были заняты крепостные, переведенные с других демидовских предприятий.
История Молёбского завода неразрывно связано с династией Демидовых. Они создали на Урале мощную промышленную империю, состоящую из десятков заводов, в которые входили: Ревдинский (железоделательный и доменный, основан в 1731 году), Рождественский (ныне село Ножовка на Каме, железоделательный, основан в 1730 году), Староуткинский доменный, Шайтанский молотовый, Бисерский молотовый, Суксунский железоделательный (основан в 1729 году), Бымовский (1736 года основания), Ашапский (1745 года основания), Шаквинский медеплавильный (основан в 1740 году), Тисовский лесопильный (1730 год), Тульский запустелый завод и часть рудников горы Высокой и другие. После смерти Григория Демидова, последовавшей в ноябре 1761 года, эта группа заводов была поделена на три части, по числу сыновей покойного. Старший сын, Александр Григорьевич Демидов (будущий создатель Молебского завода), получил Суксунский, Бымовский, Ашапский, Шаквинский и неработающий Тисовский заводы. Вскоре Александр купил у своего брата Павла Уткинский и Камбарский заводы за 75 тысяч рублей. Из трех братьев Александр оказался самым предприимчивым.

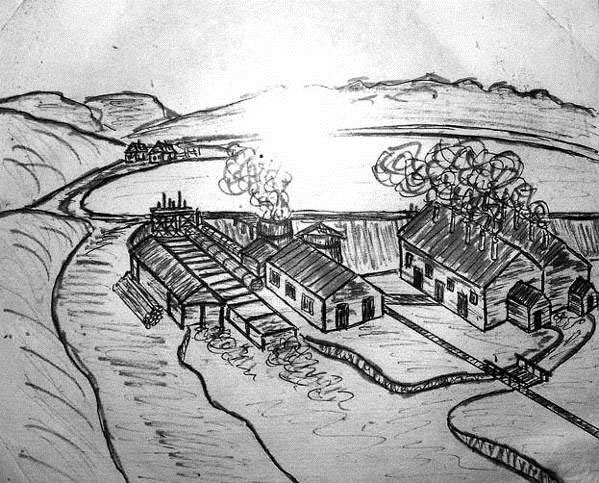
Молёбский завод. 1870 год.

«Генеральная ведомость», составленная Берг-коллегией в 1797 году, зарегистрировала за ним семь заводов вместо четырёх, полученных в наследство. И все заводы числились работающими. Заводы нового владельца стали именоваться «Суксунским округом» действительного статского советника А. Г. Демидова.
В округе остался лишь один завод в Старой Утке, который выплавлял чугун, остальные же заводы домен не имели и только выплавляли железо из староуткинского чугуна. Из-за дальности перевозок чугуна из Утки в Суксун и Тис (130 верст) гужевым транспортом в зимний период и летним сплавом в Камбарский железоделательный заводы работали не на полную мощность, часто простаивали. В результате росла стоимость металла. В сложившейся ситуации возникла острая нужда в строительстве нового доменного завода, который имел бы свою руду, леса и находился бы в непосредственной близости к железоделательным заводам.
Место, отвечающее всем этим требованиям, было найдено в 35 верстах от Суксунского и Тисовского заводов. Имелась река для заводского пруда, оплавная река и рудная база. Вокруг стояли девственные леса.
Первое намерение о строительстве нового доменного завода у А. Г. Демидова появилось в 1775 году, когда главная Суксунская контора донесла ему весть о найденном на реке Молебке, правом притоке р. Сылвы, «свободном и способном к построению доменного и молотового заводов месте».
В доношении Главного правления Сибирских, Казанских и Оренбургских заводов в Государственную Берг-коллегию от 23 августа 1779 года № 3517 говорится: «Сего августа в здешнюю Главного заводов Правления канцелярии пермского горного начальств доношением объявило, что присланным в оное 19 февраля сего года Суксунская Берг-коллегия советника Александра Демидова заводская контора доношением прописывая таковой от неё в то начальство 1775 года в июне месяце о найденном посланными её служителями в Кунгурском уезде по речке Молебной при впадении в реку Сылву с правой стороны, близ устья оной свободном и способном к построению доменного и молотового производства месте которое-де к тому и по свидетельству нарочно присланного начальств в том же году унтершахтмейстера Егора Кузнецова и отводу с ограничением на шестидесятилетнее время порожних лесов оказалось способно…»
Однако официальное разрешение на строительство завода было получено лишь спустя несколько лет. Долгая переписка между Берг-коллегией и Демидовым закончилась в 1782 году. Именно этот год и принято считать датой основания Молебского железоделательного завода.
Строительство началось с возведения плотины. Речка Молебка (Молебная) была перегорожена перпендикулярно оси её поймы земляной плотиной высотой 10,5 метра, длиной более двухсот метров, при ширине: по низу — 55 метров, по верху — 30 метров. По данным краеведа Сергея Беляевских, внутри плотины по всей её длине сделан шпунтовый ряд из брусьев 176×18 сантиметров. Напор воды, созданный плотиной, был равен 7,7 метра. Зеркало пруда равнялось по площади 58 гектарам. Весенний водоспуск плотины был расположен в русле реки. Его ширина — 12 метров, а полная длина — почти сорок два метра. Флютверы (запоры) имели высоту две сажени и 2,5 аршина (сажень — 2-1,33 м, аршин — 71,1 см), ширину пять саженей и два аршина. Для работ железоделательной фабрики сделан второй прорез (водоспуск), где вода была заключена в деревянные трубы (лари), подведенные к рабочим водяным колесам. Конструкция водоспусков свайно-ряжевая, устойчивой каменной кладки на известняковом растворе, а основанием им служил ряж из лиственничных бревен более 35 сантиметров в диаметре. Исток речки находится в 5 километрах севернее станции Кордон. Её длина около 30 километров, а площадь водостока равна 29 квадратным километрам. Основное течение реки — с севера на юг. Ширина долины реки Молебке колеблется в пределах от 250 до 350 метров, высота коренных берегов над длинной — около 50 метров. Коренные породы берегов речной долины — песчаники, покрытые сверху слоем глины. Породы поймы — глины и суглинки с примесью щебня. Ширина русла реки около 20 метров. Высота бровок берегов над меженью (самая низкая вода) в среднем 3 метра, глубина воды в межень — 0,5 метра, максимальный горизонт весеннего паводка 2,7 метра.
В начале 1880-х годов имел три плотины: главную и 2 вспомогательных. При главной плотине находились 2 доменные фабрики, расположенные в каменных зданиях. В доменной фабрике № 1 находились полуразрушенная домна и однодувные цилиндрические меха; в доменной фабрике № 2 располагалась действующая доменная печь с холодным дутьем. При нижней вспомогательной плотины располагались гвоздарка с 4 горнами и 2 гвоздорубными молотками, углетомительная и рудобжигательная печи, а также складские помещения. При верхней вспомогательной плотине находились остатки пудлинговой фабрики. Горное ведомство планировала возобновить железоделательное производство за счет постройки пудлингово-сварочной фабрики, но эта идея осталась нереализованной.
На основную мощность завод вышел к 1810 году и уже в 1811 году был получен первый наряд на производство боеприпасов для русской армии. Но с этим заказом завод не справился и к 1812 году задолжал казне 116 пудов снарядов. Долг был восполнен при выполнении следующего наряда в 1812 году. Молебский завод должен был сдать в 1812 году 7706 пудов 17 фунтов снарядов. Выглядел правительственный заказ следующим образом:
```
  «ПРОИЗВЕСТИ:
  Ядер 24-фунтовых 457 шт. общим весом 297 пудов 2 фунта.
  Ядер 18-фунтовых 400 шт. общим весом 200 пудов.
  Ядер 12-фунтовых 2288 шт. общим весом 743 пуда 24 фунта.
  Ядер 6-фунтовых 3600 шт. общим весом 630 пудов.
  Ядер 3-фунтовых 8118 шт. общим весом 710 пудов 13 фунтов.
  Бомб 5-пудовых 520 шт. общим весом 2500 пудов.
  Бомб 2-пудовых 1143 шт. общим весом 2286 пудов.
  Картечь № 1 57146 шт. общим весом 130 пудов 8 фунтов.
  Картечь № 7 9536 шт. общим весом 109 пудов 10 фунтов».
```

За два года выпуска снарядов мастеровые завода приобрели хороший опыт по отливке, что позволило им наряды последующих годов выполнять досрочно.
Отливка снарядов была прекращена в 1816 году, и завод опять перешел на выпуск мирной продукции.
К 1840 году в связи с неправильной разведкой ресурсов и нещадной эксплуатацией лесных дач, на которых заготавливали древесный уголь для доменных печей, многие из заводов округа начали снижать производство. Такая же проблема возникала и у завода Молебка.
Располагался на реке Молёбная.